# Crossandra pinguior
Crossandra pinguior är en akantusväxtart som beskrevs av Spencer Le Marchant Moore. Crossandra pinguior ingår i släktet Crossandra och familjen akantusväxter. Inga underarter finns listade i Catalogue of Life.